# جانگ نوک‌سو
همسر سلطنتی سوک‌یونگ (به کره‌ای: 숙용 장씨، درگذشته: ۱۵۰۶) با نام شخصی جانگ نوک‌سو، از قبیله هیونگ‌دوک جانگ، یکی از شناخته‌شده ترین همسران پادشاه یون‌سانگون از چوسان بود. او اغلب با جانگ هی‌بین (صیغه سلطنتی پادشاه سوک‌جونگ) و جانگ نان‌جونگ (همسر برادر ملکه مون‌جونگ)، دو زن دیگر دوره چوسان مقایسه می شود. او پس از خلع و سرنگونی یون‌سانگون، توسط پادشاه جدید، چونگ‌جونگ اعدام شد.

## زندگی‌نامه
نام شخصی همسر سلطنتی جانگ نوک-سو (장녹수) بود. پدرش جانگ هان-پیل یک قاضی شهرستان بود که در بخش غربی چونگ‌چانگ زندگی می کرد و مادرش صیغه‌ای از طبقه چون‌مین (پایین ترین طبقه اجتماعی چوسان) بود. به همین دلیل، جانگ نوک-سو به عنوان خدمتکار شخصی یی هیون (شاهزاده بزرگ جین)، پسر پادشاه یه‌جونگ و ملکه آن‌سون زندگی می کرد. او سپس با گا نو (가노؛ 家奴)، یکی دیگر از خدمتکاران شاهزاده بزرگ جین، ازدواج کرد و از او صاحب فرزند پسری شد. بانو جانگ به یادگیری آواز خواندن و رقصیدن پرداخت و به یک گیسانگ (زنان هنرمند) تبدیل شد. او زیبایی معمولی داشت، اما ظاهری شاداب و جوان داشت و استعداد فوق العاده‌ای در خوانندگی و موسیقی داشت.

یک روز، پادشاه یون‌سانگون صدای او را شنید و جانگ نوک-سو را صیغه خود کرد و هدایا و ثروت زیادی برای خانواده‌اش فرستاد. به نظر می‌رسید که صیغه جانگ با یون‌سانگون به عنوان یک نوزاد رفتار می‌کرد، اما به قدری از او حمایت می‌کرد که همه حکم های سلطنتی و مجازات‌ برای مجرمین تحت تأثیر او صادر می‌شد. در سال ۱۵۰۳ جانگ نوک-سو وقتی به مقام سوک-یونگ (مقام سوم زنان دربار) ارتقا یافت، یک صیغه سلطنتی شد. بر اساس لطف پادشاه، شوهرخواهرش کیم هیو-سون یک پست رسمی داده شد. 

با وجود اینکه جانگ نوک-سو در قصر زندگی می کرد، خانه‌اش را ویران کرد تا خانه‌ای جدید و بزرگتر را برای خود بازسازی کند. در سال ۱۵۰۶، گروهی از مقامات به دلیل ظلم های بی رویه پادشاه یون‌سانگون علیه وی توطئه کردند. سرانجام پادشاه یون‌سانگون از سلطنت خلع شد و به تبعید فرستاده شد. آخرین لحظات زندگی جانگ نوک-سو بسیار تلخ و دردناک بود. او به دستور پادشاه چونگ‌جونگ در ملاءعام سر بریده شد و بسیاری از مردم به سمت جسد او سنگ پرتاب کردند.

## خانواده
- پدر: جانگ هان-پیل (장한필؛ 張漢弼)
- مادر: بی نام
- خواهر و برادر:
  - خواهر: جانگ بوک-سو (장복수؛ 張福壽) 
    - شوهر خواهر: کیم هیو-سون (김효손)
- همسران و فرزندان:
  - شوهر اول: گا نو (가노؛ 家奴) 
    - پسر: بی نام

  - شوهر دوم: پادشاه یون‌سانگون، دهمین پادشاه چوسان (조선 연산군؛ ۲۴ اکتبر ۱۴۷۶ - ۲۰ نوامبر ۱۵۰۶)
    - دختر: شاهدخت یی یونگ-سو (이영수؛ ۱۵۰۲–؟) 
      - داماد: هان کو-وون (권한؛ 權鷴)

## در فرهنگ عامه
- توسط دو کوم بونگ در فیلم سال ۱۹۶۱، شاهزاده یون‌سان، به تصویر کشیده شد.
- توسط لی می سوک در مجموعه تلویزیونی سال ۱۹۸۵ ام‌بی‌سی، ۵۰۰ سال سلسله چوسان: اُرکیده بادی (اپیزود چهارم)، به تصویر کشیده شد.
- توسط کیم جین آه در فیلم سال ۱۹۸۸، خاطرات پادشاه یون‌سان، به تصویر کشیده شد.
- توسط کانگ سونگ یون در فیلم سال ۲۰۰۵، پادشاه و دلقک، به تصویر کشیده شد.
- توسط اوه سو مین در مجموعه تلویزیونی سال ۲۰۰۸ – ۲۰۰۷ اس‌بی‌اس، پادشاه و من، به تصویر کشیده شد.
- توسط جون سو مین در مجموعه تلویزیونی سال ۲۰۱۲ – ۲۰۱۱ جی‌تی‌بی‌سی، اینسو، ملکه مادر، به تصویر کشیده شد.
- توسط چا جی یون در فیلم سال ۲۰۱۵، خیانت‌کار، به تصویر کشیده شد.
- توسط لی هانی در مجموعه تلویزیونی سال ۲۰۱۷ ام‌بی‌سی، شورشی: دزدی که از مردم می‌دزدد، به تصویر کشیده شد.
- توسط سون یون سو در مجموعه تلویزیونی سال ۲۰۱۷ کی‌بی‌اس۲، ملکه هفت روزه، به تصویر کشیده شد.